# 奥尔良运河
奥尔良运河（法語：Canal d'Orléans，法語發音：[kanal dɔʁleɑ̃]）是法国卢瓦雷省的一条旧运河，于1954年停航，长78.65千米。